# Charles Aubry de la Noé
Charles Aubry de la Noé, né le 7 aout 1842 à Cherbourg et mort le 21 août 1923 dans la même commune, est un officier de marine français.

## Biographie
Fils d'un officier de marine, il entre à l'École navale en octobre 1858 et en sort aspirant de 2e classe en août 1860. Aspirant de 1re classe (septembre 1862), il est nommé enseigne de vaisseau en septembre 1864 et sert sur le Talisman pendant la campagne du Mexique (1865-1867). Lieutenant de vaisseau (août 1867), il participe à la Guerre franco-allemande de 1870 sur la Sarthe et sur l'Atalante en escadre de Méditerranée.
Aide de camp du préfet maritime de Cherbourg (1874), il publie cette année-là ses Considérations sur le combat et les bâtiments de combat. Il fait ensuite campagne dans l'océan Indien comme commandant de la Décidée (1875) puis commande le Loiret à la division de l'Atlantique Sud (1879-1881).
Capitaine de frégate (août 1881), il commande la Dordogne en 1883-1884 puis sert en 1885 à la station de Granville et devient en 1886 aide de camp. En août 1888, il est promu capitaine de vaisseau et est envoyé au Tonkin comme capitaine du Turenne (1889-1890). Il commande ensuite le Borda et l’École navale (1891-1893) avant de devenir chef d'état-major de l'escadre de réserve sur le Richelieu en 1893.
Chef d'état-major de l'escadre active sur le Formidable (1894), contre-amiral (octobre 1896), chef de cabinet militaire du ministre, chef d'état-major de l'escadre du Nord, toujours sur le Formidable (1898-1899), membre du conseil d'administration de l'observatoire de Paris, il commande en 1900-1901 une division de l'escadre de Méditerranée sur le Charles-Martel.
Vice-amiral (mars 1904), directeur de l'observatoire astronomique de Meudon, il prend sa retraite en août 1907.

## Distinctions
Chevalier (13 juillet 1872), Officier (19 décembre 1886) puis Commandeur de la Légion d'honneur (17 juillet 1900).